# Pongrácz László (közgazdász)

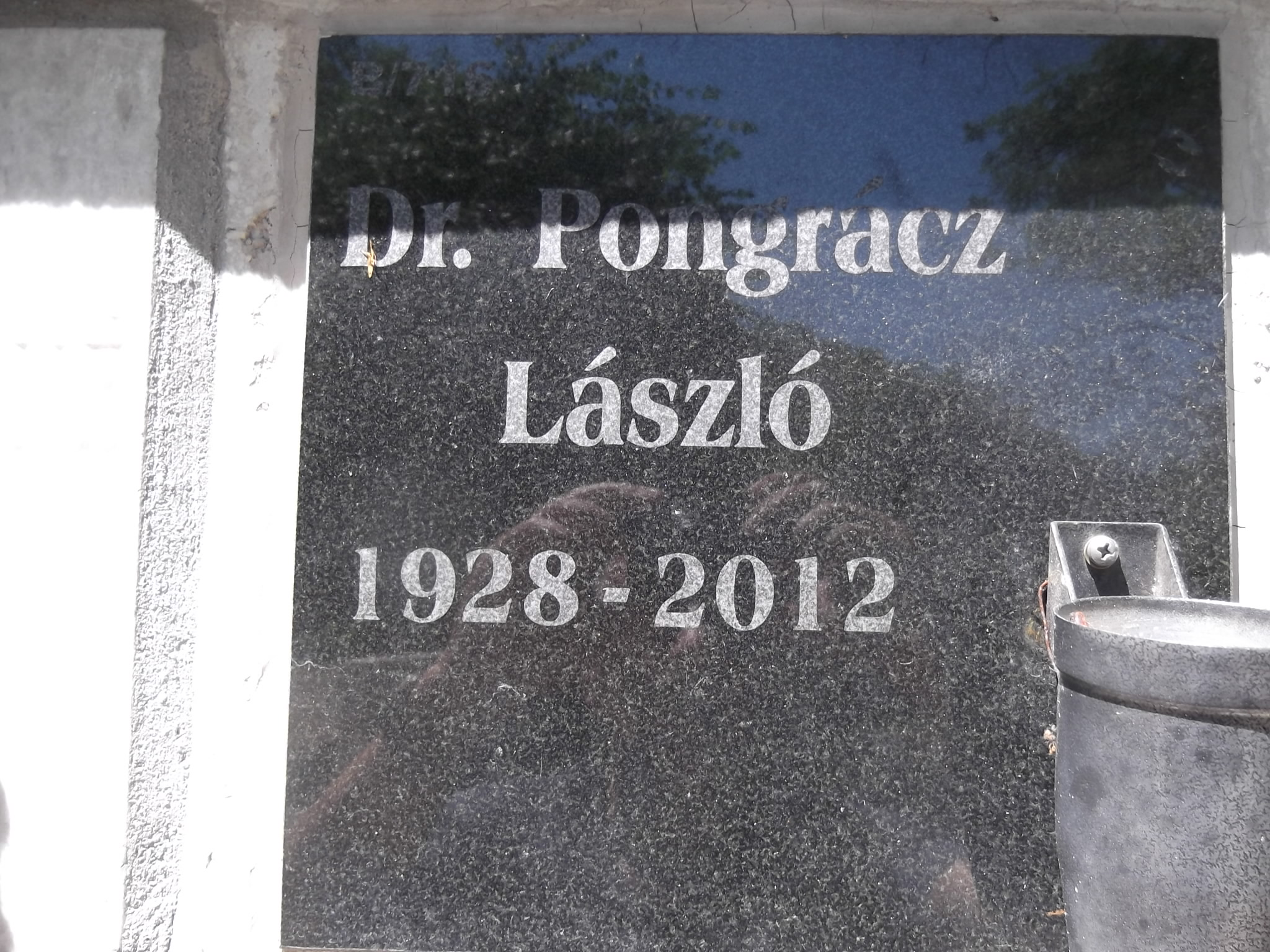
Pongrácz László (1928-2012) Urnasírja. B/0/01/716 a Farkasréti Temetőben

Pongrácz László (Varsány, 1928. szeptember 18. – Budapest, 2012. november 6.), közgazdász, munkaügyi szakember,  főosztályvezető, egyetemi docens.

## Élete és munkássága
Gimnáziumi tanulmányait Balassagyarmaton végezte 1946-ban. Egyetemi tanulmányait 1946-48 között a Budapesti József Nádor Műszaki és Gazdaságtudományi Egyetemen kezdte és 1948-50 között a Marx Károly Közgazdaságtudományi Egyetemen fejezte be. 1950. július 1-től kezdett dolgozni, először az Országgyűlés Munkabér Bizottságának Titkárságán, majd azt követően a Minisztertanács Bértitkárságán, majd Titkárságán, illetve később az Országos Tervhivatalban. A Munkaügyi Minisztérium megalakulásától kezdődően – egészen annak Állami Bér- és Munkaügyi Hivatallá válásáig – ott dolgozott, azt követően pedig 1989. évi nyugdíjba vonulásáig az Állami Bér- és Munkaügyi Hivatalban, 1973-től főosztályvezetőként. 1973-ban lett a közgazdaságtudományok kandidátusa, majd 1974-ben megkapta az egyetemi docensi címet. 1975-től volt az MTA Munkatudományi Bizottságának a tagja, 1989-94 között a Szervezési és Vezetési Tudományos Társaság Személyügyi Szakosztályának elnöke. 1973-tól közel két évtizedig volt a Munkaügyi Szemle főszerkesztője, amelyet életkorának előrehaladásával felváltott egy más tevékenységi kör. A Szemle egyik rovatának (Munkatudományi Figyelő) a szerkesztője lett, melynek keretében jelentős munkaügyi tapasztalatokkal rendelkező szakemberekkel készített interjúkat a Munkaügyi Szemle számára. Később ún. meditációkat is írt, amelyekben széles körben dolgozott fel különböző témákat, egészen 80 éves koráig, amikor minden szakmai tevékenységét megszüntette. Az interjúk száma közel 20 volt, a lapban közölt meditációk száma a 70-et is meghaladta. Számtalan szakmai és tankönyv szerzője vagy társszerzője, amelyek elsősorban a személyi jövedelmek, az anyagi érdekeltség, a munkaerő gazdálkodás és bérszabályozás kérdésköreit ölelték fel. 1970-től kezdve aktív munkavállalóként és a nyugdíjazását követően is folyamatosan oktatott. Nyugdíjba vonulása után azonnal megkeresték és oktatói állást ajánlottak számára, amelyet részmunkaidőben vállalt el a Budapesti Corvinus Egyetem Emberi Erőforrások Tanszékén. Közben 2001-től – szintén részmunkaidősként – tanított a Zsigmond Király Főiskolán. Ez utóbbi nyugdíjasként már megterhelő volt számára, így 2004-ben ott befejezte tevékenységét. Nyugdíjba vonulásáig több alkalommal szerepelt a rádióban és a televízióban (pl. a Hírháttér) egyaránt. Külföldön is tartott előadásokat, képviselte a Munkaügyi Minisztériumot, melynek során több ország nagyvárosában (Prága, Moszkva, Szófia, Berlin, Párizs, Genf) is megfordult. Éva, Márta leánya 1959-ben született. Két unokája  István (1987) és Adrienn (1992). 2012. november 6-án hunyt el, 84 éves korában.

## Fontosabb művei
- Pongrácz László (1928-) 14 publikációjának az adatai. OSZK. Katalógus.[1]
- A munkadíjazási és ösztönzési rendszerek. (Szerk. Pongrácz László). . Budapest. Munkaügyi Minisztérium. (2. kiad.) (1973)
- A kereseti arányok távlati fejlesztése. Budapest. Közgazdasági és Jogi Könyvkiadó. (1975)
- A munkaügyi gazdálkodás soron levő feladatai. Társadalmi szemle. – 30. (1975)
- Munkaerőgazdálkodási feladataink. Vezetéstudomány. – 7. (1976)
- A bérpolitika és a bérszabályozás időszerű kérdései. Budapest. (1977)
- Bérszabályozásaim. Budapest.  : Közgazdasági és Jogi Könyvkiadó, 1980
- A munkerő-gazdálkodás időszerű feladatai. Egészségügyi gazdasági szemle. – 21. (1983)
- A bér- és keresetszabályozás mai kérdései. Társadalmi szemle. – 42. (1987)
- A keresetszabályozás tapasztalatai és 1987. évi változásai. Vezetéstudomány. – 18. (1987)
- Bérszabályozásaim. Budapest.  Közgazdasági és Jogi Könyvkiadó -Kerszöv Jogi és Üzleti Kiadó. 1990
- Vállalati munkaügyi ismeretek. Budapest.  OMK. (1991)
- A mérési-értékelési kultúra fejlesztése. (Pongrácz László; Pósfai Péter. [Riporter:] Novák Gábor. In: Köznevelés. – 57. (2001). Országos Közoktatási, Értékelési és Vizsgaközpont (Budapest)
- Országos mérési, értékelési programok a közoktatás rendszerében. In: Budapesti nevelő. – 38. (2002) Országos Közoktatási Értékelési és Vizsgaközpont (Budapest)
- Távmunka. Munkaügyi szemle. – 45. (2001)
- Döntés és következményei.  Munkaügyi szemle. – 46. (2002)
- A felsőfokú humánerőforrásmenedzser-képzés fejlődésének új szakaszába lép. Munkaügyi szemle. – 47. (2003)
- Évforduló. Munkaügyi szemle. (2006/4) (Reprint) [2]
- A bérek szabályozásának szakaszai. Munkaügyi szemle. (2008/1) [3]
- Átalakuló munkaügyi tevékenység, változó bérezés. Munkaügyi szemle. (2008/3)[4]
- A bérek szabályozásának szakaszai. Munkaügyi szemle. – 52. (2008)
- Bérgazdálkodás 1956 után. Munkaügyi szemle. – 53. (2009)